# Gregory Kunde
Gregory Kunde (* 24. února 1954 v Kankakee, ve státě Illinois, USA) je americký operní tenorista, nejčastěji spojovaný s francouzským a italským repertoárem.

## Studium a umělecká činnost
Kunde studoval sbormistrovství a zpěv na Illinois State University. Svůj profesionální debut měl v roce 1978 v Lyric Opera of Chicago, kde se zhostil role Cassia ve Verdiho Otellovi. Později zpíval Pruniera v Pucciniho La rondine, a Váňu v Janáčkově Kátě Kabanové. Vystupoval také jako Tybalt v Romeovi a Julii (Gounod) v Opéra de Montréal a jako Arturo v Puritánech (Bellini). Jeho pěvecká partnerka Luciana Serra objevila jeho vlohy pro belcantový repertoár a jeho vysoký rejstřík, (dosáhl až na čárkované F (na tenorovým vysokým C) ve falsetu.
Své první vystoupení v Metropolitní opera Metropolitní opeře v New Yorku měl jako des Grieux v Massenetově Manon.
Velkého úspěchu dosáhl také v Evropě: v Meyerbeerových Huguenotech, Glinkově opeře Život pro cara a Donizettiho Anně Boleynové. Roku 1992 zazářil rovněž na Rossiniovském operním festivalu v Pesaru, jako Idreno v Semiramide a roku 1993, po boku Renée Flemingové, jako Rinaldo v Armidě.
Další role: Mitridate, re di Ponto (Mozart), Rodrigo v La donna del lago (Rossini), Arnold ve Vilému Tellovi (Rossini), Ernesto v Donu Pasquale (Donizetti), Nadir v Les pêcheurs de perles (Bizet), Romeo v Roméo et Juliette, Enée v Trójanech (Berlioz) ad.
V listopadu 2012 měl nečekaně veliký úspěch při debutu ve Verdiho Otellovi v Benátkách, a zároveň se stal zřejmě prvním tenoristou schopným zazpívat jak Rossiniho, tak Verdiho verzi v téže sezóně.

## Nahrávky
Nazpíval například nahrávku opery Benvenuto Cellini (Berlioz), part Géralda v Lakmé (Delibes), společně se sopranistkou Natalie Dessayovou.

## Soukromý život
Žjie v Rochesteru ve státě New York se svou manželkou Lindou a dcerou Isabellou.